# The Gift (album av The Jam)
The Gift är ett musikalbum av den brittiska rockgruppen The Jam, utgivet 12 mars 1982. Denna kraftigt soul- och popinspirerade skiva blev gruppens sista. 
På spår som "Precious" förebådar Weller närmast det sound han senare skulle uppnå i The Style Council och visar på hur snabbt The Jam förändrat sitt sound på bara några år. Gruppen fick sin tredje listetta med singeln "Town Called Malice". Efter denna LP kom ytterligare två singlar, "The Bitterest Pill (I Ever Had to Swallow)" samt "Beat Surrender", som blev gruppens fjärde och sista listetta.

## Låtlista
1. "Happy Together" (Paul Weller) - 2:51
2. "Ghosts" (Paul Weller) - 2:11
3. "Precious" (Paul Weller) - 4:13
4. "Just Who Is the 5 O'Clock Hero?" (Paul Weller) - 2:15
5. "Trans-Global Express" (Paul Weller) - 3:59
6. "Running on the Spot" (Paul Weller) - 3:06
7. "Circus" (Bruce Foxton) - 2:11
8. "The Planner's Dream Goes Wrong" (Paul Weller) - 2:19
9. "Carnation" (Paul Weller) - 3:28
10. "Town Called Malice" (Paul Weller) - 2:55
11. "The Gift" (Paul Weller) - 3:08